# Groningse Bachvereniging

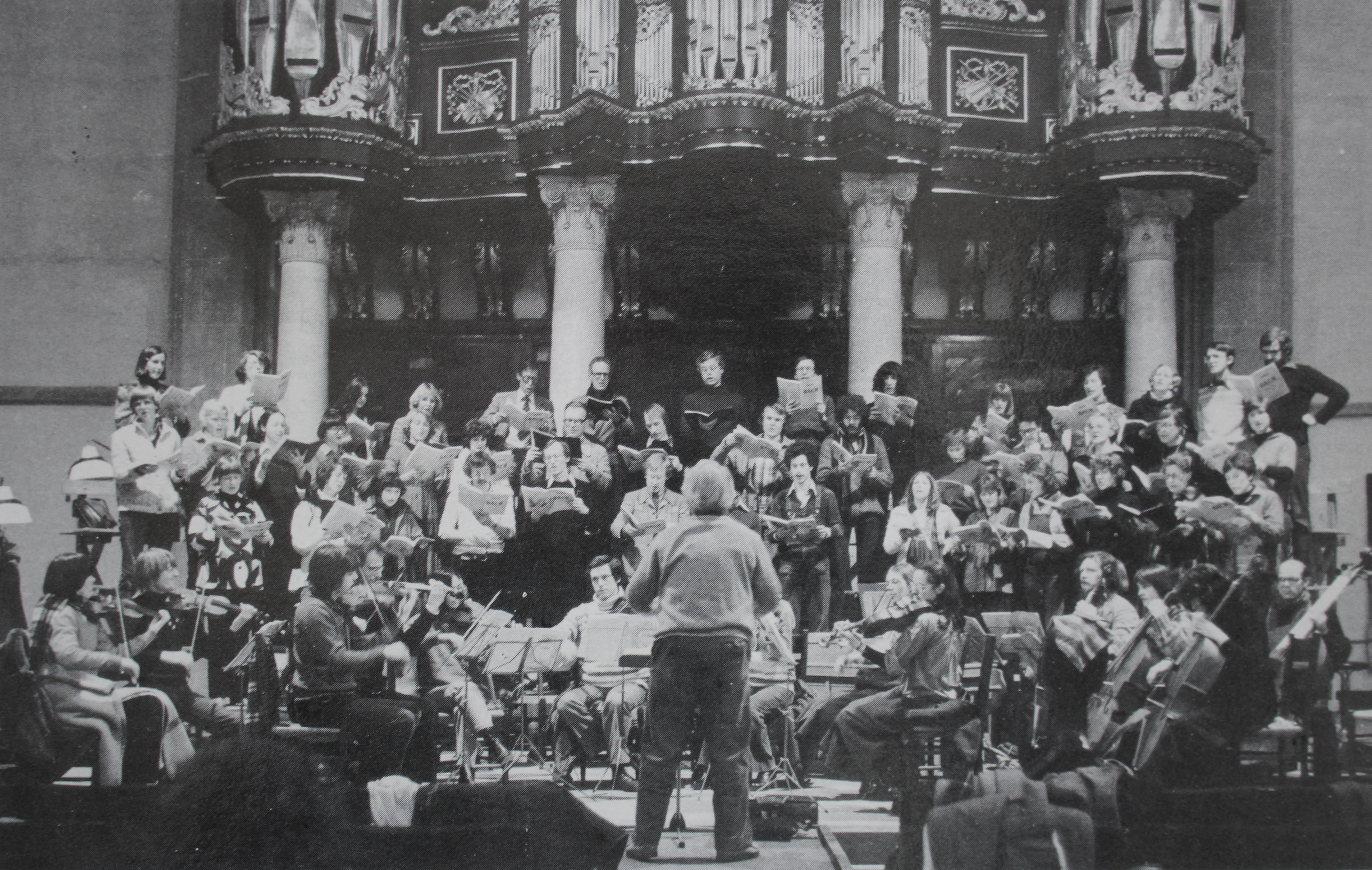
Groningse Bachvereniging in de Martinikerk Groningen, 1979

De Groningse Bachvereniging was een Nederlands koor dat van 1945 tot 1989 bestond en bekend werd door zijn uitvoeringen van barokmuziek in historische uitvoeringspraktijk.

## Geschiedenis
Johan van der Meer richtte de Groningse Bachvereniging in 1945 op, op voorstel van Gerardus van der Leeuw, die een liefhebber was van de muziek van Johann Sebastian Bach. De band tussen de Groninger universitaire wereld en de Groningse Bachvereniging was, zeker in het begin, sterk, wat het koor de bijnaam "professorenkoor" opleverde.
Kenmerkend voor de samenstelling van het koor vanaf het begin was de mengeling van amateurs en semiprofessionele zangers. Terwijl voor de grote oratoria van Johann Sebastian Bach meer dan 40 zangers werden gebruikt, zong in 1981 een select koor de zesdelige Johannes-Passion van Christoph Demantius, waarbij elke stem drievoudig werd bezet. Alle andere projecten van de Groningse Bachvereniging werden gezongen met volle bezetting.
In de eerste kwart eeuw van haar bestaan beperkte de Groningse Bachvereniging zich niet tot een stijlperiode en presenteerde muziek uit alle perioden van de 15e tot de 20e eeuw en van de meest uiteenlopende componisten. De werken van Bach namen echter een prominente plaats in. In 1947 was de Groningse Bachvereniging het eerste Europese koor dat de motetten van Bach niet a capella uitvoerde, maar dat er instrumenten meespeelden, zoals in die tijd gangbaar was en zoals Bach de motetten zelf ook uitgevoerd heeft blijkens aangetroffen instrumentale partijen. In 1955 ontving de Bachvereniging de cultuurprijs van de Provincie Groningen.
Het jaar 1970 betekende een beslissende mijlpaal in de geschiedenis van het koor, toen Van der Meer zich in de historische uitvoerings- en de koorpraktijk geheel op de barokmuziek richtte. Tot dan toe was het Noordelijk Filharmonisch Orkest (NFO) de vaste begeleider van het koor. Toen het orkest niet beschikbaar was voor de uitvoering van Bachs Magnificat, nodigde Van der Meer Nikolaus Harnoncourt en zijn Concentus Musicus Wien naar Nederland uit en voerde het Magnificat in Nederland voor het eerst in historische bezetting uit.
In 1973 volgde de Nederlandse première van Bachs Matthäus-Passion met originele instrumenten in authentieke uitvoering. Het orkest was samengesteld uit leden van het Leonhardt Consort, het Alarius-ensemble en het ensemble Musica da Camera. Zangers waren Marius van Altena (evangelist), Max van Egmond (vox Christi), drie jongenssolisten van het Tölzer Knabenchor, René Jacobs (alto), Harry Geraerts en Michiel ten Houte de Lange (tenor), en Frits van Erven Dorens en Harry van der Kamp (bas). De twee orgels werden bespeeld door Ton Koopman en Bob van Asperen. Wegens concurrentie met de traditionele Passie-uitvoeringen van de Nederlandse Bachvereniging in Naarden en van het NFO o.l.v. Charles de Wolff in Groningen, en om mogelijke reputatieschade voor de Groningse Bachvereniging te voorkomen, vonden de uitvoeringen plaats in Sappemeer en Schiedam. De concerten trokken de aandacht en vestigden de reputatie van de Groningse Bachvereniging als koor voor de historische uitvoeringspraktijk in Nederland. Dit werd in 1975 gevolgd door een concert van Bachs Hohe Messe (met La Petite Bande onder Sigiswald Kuijken) en in 1979 zijn Johannes-Passion (met Fiori musicali onder Thomas Albert). Een andere partner was Ton Koopman en zijn Amsterdam Baroque Orchestra. Naast Bach stonden er vocale composities op het programma van Josquin des Prez, Heinrich Schütz, Jan Pieterszoon Sweelinck en Georg Friedrich Händel.
Anders dan de meeste andere vertegenwoordigers van de oude-muziekbeweging hield Van der Meer niet van snelle tempi. Het was hem in de eerste plaats te doen om duidelijke en dramatische tekstdeclamatie in de zin van de muzikale retoriek van de barok. 
De Groningse Bachvereniging stond bekend om haar vibratoloze, bijna snijdende klank met zuivere intervallen, het messa di voce – geleidelijk luider en weer zachter worden – bij lange noten en een duidelijke differentiatie tussen betoonde en onbetoonde noten.
Het afscheidsconcert van Van der Meer in 1982 was een uitvoering van Händels Israel in Egypt, met Fiori musicali en drie trombonisten van de Musicalische Compagney. Nadat Van der Meer de Groningse Bachvereniging bijna 40 jaar had geleid, bleek het zoeken naar een opvolger moeilijk. Na een overgangsperiode met Jos van Veldhoven als gastdirigent, nam Rein de Vries, die eerder in de bas had gezongen, het stokje over. In 1989 werd de Groningse Bachvereniging opgeheven. Het koor maakte een doorstart onder de naam Capella Groningen.

## Opnamen
- Heinrich Schütz: Symphoniae sacrae. Groningse Bachvereniging, Berliner Ensemble für Alte Musik, 1972.
- Johann Sebastian Bach: Matthäus-Passion (uittreksels). Koorknaap van de Tölzer Knabenchor, René Jacobs, Marius van Altena, Harry Geraerts, Michiel ten Houte de Lange, Max van Egmond, Harry van der Kamp, Frits van Erven Dorens, Groningse Bachvereniging, Leonhardt-Consort, Alarius Ensemble, musica da camera, 1973.
- Jan Pieterszoon Sweelinck: Pseaumes de David. Groningse Bachvereniging, 1974.
- Johann Sebastian Bach: Hohe Messe (uittreksels). Koorknaap van de Tölzer Knabenchor, Kevin Smith, Marius van Altena, Max van Egmond, Groningse Bachvereniging, La Petite Bande, 1975.
- Johann Sebastian Bach: Johannes-Passion. Marjanne Kweksilber, Charles Brett, Marius van Altena, Harry Geraerts, Max van Egmond, Harry van der Kamp, Groningse Bachvereniging, Fiori musicali, 1979.
- Christoph Demantius: Deutsche Passion nach dem Evangelisten St. Johanne en Weissagung volgens Jesaja 53 en orgelwerken van Samuel Scheidt. Groningse Bachvereniging, Cleveland Johnson, 1981.
- Georg Friedrich Händel: Israel in Egypt. Mieke van der Sluis, Hedwig van der Meer, John York Skinner, Theo Altmeyer, Peter Kooij, Harry van der Kamp, Groningse Bachvereniging, Fiori musicali, 1983.